# Cătălina Curceanu
Cătălina Oana Curceanu (n. 2 noiembrie 1965, Brașov) este fiziciană română, profesor universitar, fostă cercetătoare la CERN, lector de onoare, invitat în 2016 la en Australian Institute of Physics și actualmente cercetător principal la it Istituto Nazionale di Fisica Nucleare din Italia, la filiala din localitatea Frascati,, unde conduce o echipă de 20 de fizicieni, matematicieni și informaticieni, axată pe studiul experimental al fizicii nucleare (cu aplicații în studiul găurilor negre) și al cromodinamicii cuantice de energii joase.

## Biografie

### Viață timpurie și educație
Cătălina Oana Curceanu s-a născut la Brașov și a absolvit clasele elementare la Sfântu Gheorghe, Covasna. Fiind interesată de științe exacte, încă din copilărie, a intrat la liceul teoretic de matematică-fizică Horia Hulubei din Măgurele. Pasiunea pentru fizică a viitoarei cercetătoare Curceanu se datorește, conform declarațiilor sale, profesorilor săi foarte buni de la liceu. A studiat fizica la Universitatea din București, terminând ca șefă de promoție în 1989.
După un scurt timp în România, Cătălina a continuat să lucreze și să studieze pentru lucrarea sa de doctorat la CERN, unde a utilizat en Low Energy Antiproton Ring (Ciclotronul de energie joasă antiproton), din cadrul Experimentului OBELIX. Folosind datele experimentelor realizate la CERN, Curceanu și-a susținut lucrarea de doctorat la IFIN HH — Institutul național de fizică și inginerie nucleară Horia Hulubei.

### Carieră și cercetare
În 1992, după susținerea dizertației doctorale, Cătălina Curceanu a început lunga sa carieră la Istituto Nazionale di Fisica Nucleare. Echipa sa utilizează acceleratorul electron-pozitron (collider) DAFNE (sau DAΦNE)  de la Frascati, care este, pe moment, un tip de accelerator de particule unicat în lume. De asemenea, Curceanu lucrează și la Experimentului VIP2 (Violarea principiului lui Pauli) în cadrul facilității it Laboratori Nazionali del Gran Sasso. La CERN, Curceanu continuă să lucreze la Experimentul OBELIX, la care a început să participe ca pregătire a lucrării de doctorat, continuând cercetarea de a căuta mezoni exotici. De asemenea, tot la CERN, fiziciana română este angrenată și în Experimentul DIRAC, al cărui obiect de studiu este căutarea pioniului exotic.
În 2015, Cătălina Curceanu a primit un premiu personal de $ 85.000 grant de la două fundații, Foundational Questions Institute (FQXI) și John Templeton Foundation pentru cercetările sale de fizică cuantică. Propunerea sa fusese considerarea a diferite modele de colapsare și rezolvarea experimentală a problemelor legate de măsurarea acestor dovezi experimentale. Soluția propusă de ea însăși a fost utilizarea unui en detector de germaniu ultrapur pentru a testa rediația emisă în urma bombardării țintei.
Munca sa de cercetare cea mai recentă implică participarea la Experimentul SIDDHARTA, la care participarea echipei sale este studierea din punct de vedere experimental al interacțiunii tari și al stranietății.

### Profesor asociat, lector
Curceanu a fost invitată de Institutul Australian de Fizică (în original, Australian Institute of Physics) ca fizician lector (profesor asociat) în 2016. În urma colaborării a fost răsplătită cu un fellowship. Cea mai frecventă întrebare a sa, în timpul conferințelor sale, a fost "Quo Vadis the Universe'" (Încotro [se îndreaptă] Universul?). Curceanu a conferențiat, de asemenea despre computere cuantice la Conferințele TEDx de la Brașov și de la Cluj-Napoca. Cruceanu este de asemenea implicată în tot felul de activități educaționale.

### Autoare
Curceanu a publicat, în 2013, în italiană, o carte dedicată fizicii moderne, Dai Buchi Neri all’adroterapia. Un Viaggio nella Fisca Moderna la editura Springer Publishing, o editură americană, specializată în lucrări științifice. Volumul, care este mai mult decât doar o carte de popularizare a științei, include prezentarea conceptelor fizicii moderne, așa cum sunt modelul standard al forțelor fundamentale și al particulelor elementare, găuri negre și neutrino.

## Recunoaștere
- 2019 — Fizicienei i-a fost conferit Ordinul „Meritul Cultural” în grad de Cavaler, Categoria H – „Cercetarea științifică”[23]
- 2017 — Câștigătoarea premiului Emmy Noether Distinction for Women in Physics, conferit de European Physical Society, pentru contribuțiile sale la cromodinamica cuantică de energii joase.[24]
- 2017 — Câștigătoarea premiului Visiting International Scholar Award, conferit de en University of Wollongong din Australia, pentru cercetarea modului în care sistemele de detectare pentru spectroscopia de mare precizie folosite în fizica fundamentală funcționează.[25]
- 2016 — Distinguished Sir Thomas Lyle Fellowship oferit de Universitatea din Melbourne, Australia, pentru propunerea de a efectua anumite experimente pentru continuarea studiului mecanicii cuantice, în noul laborator subteran de la Stawell, Australia[26]
- 2010 — Personalitatea anului, distinție acordată de Accademia di Romania a Roma (Școala română din Roma).[27][28]